# 歩きスマホ

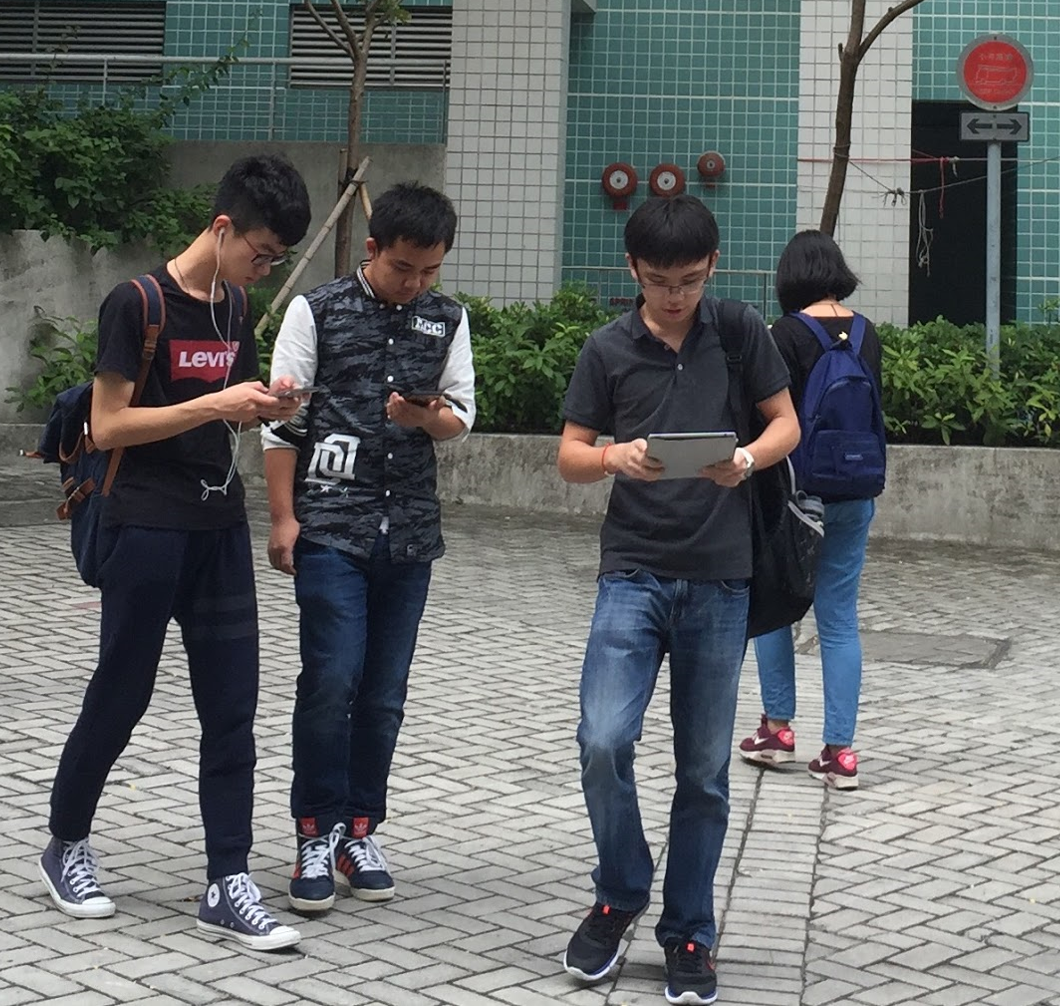
歩きスマホ

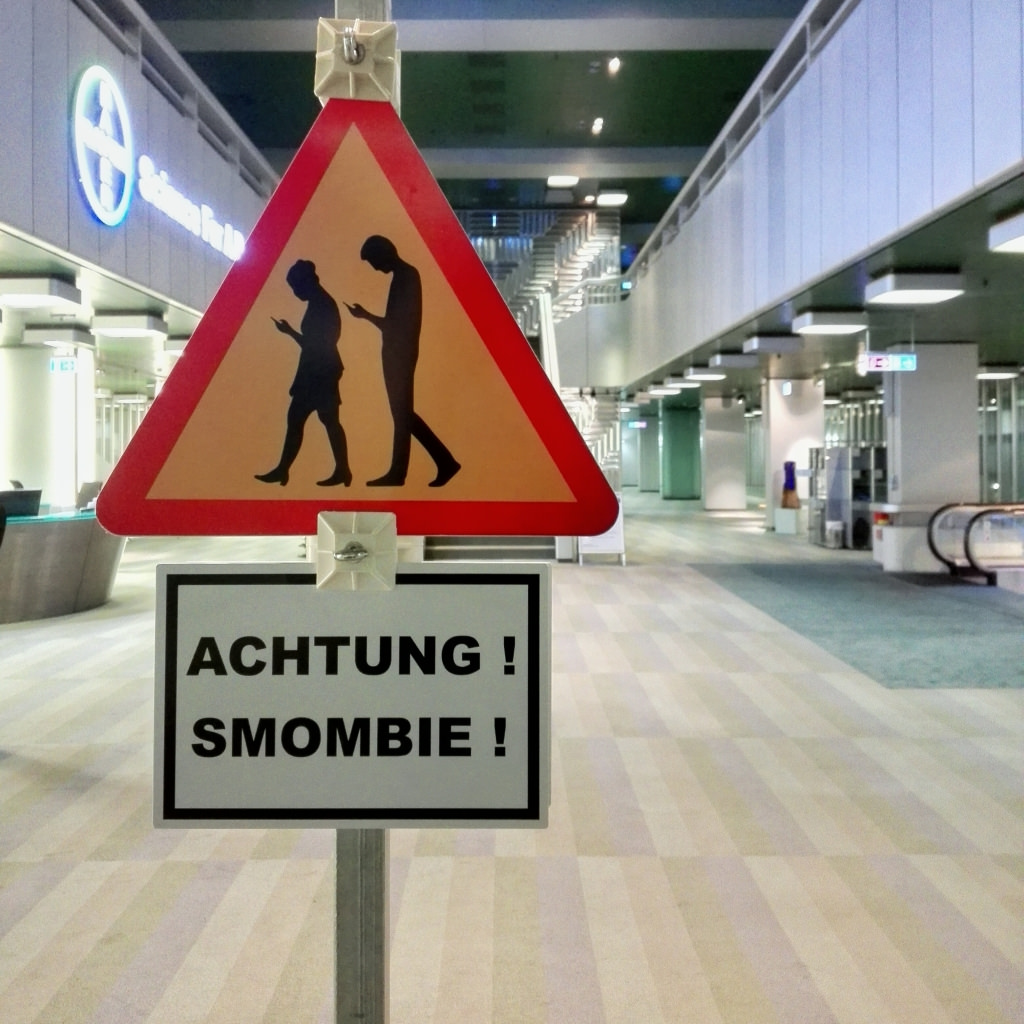
注意を喚起する標識

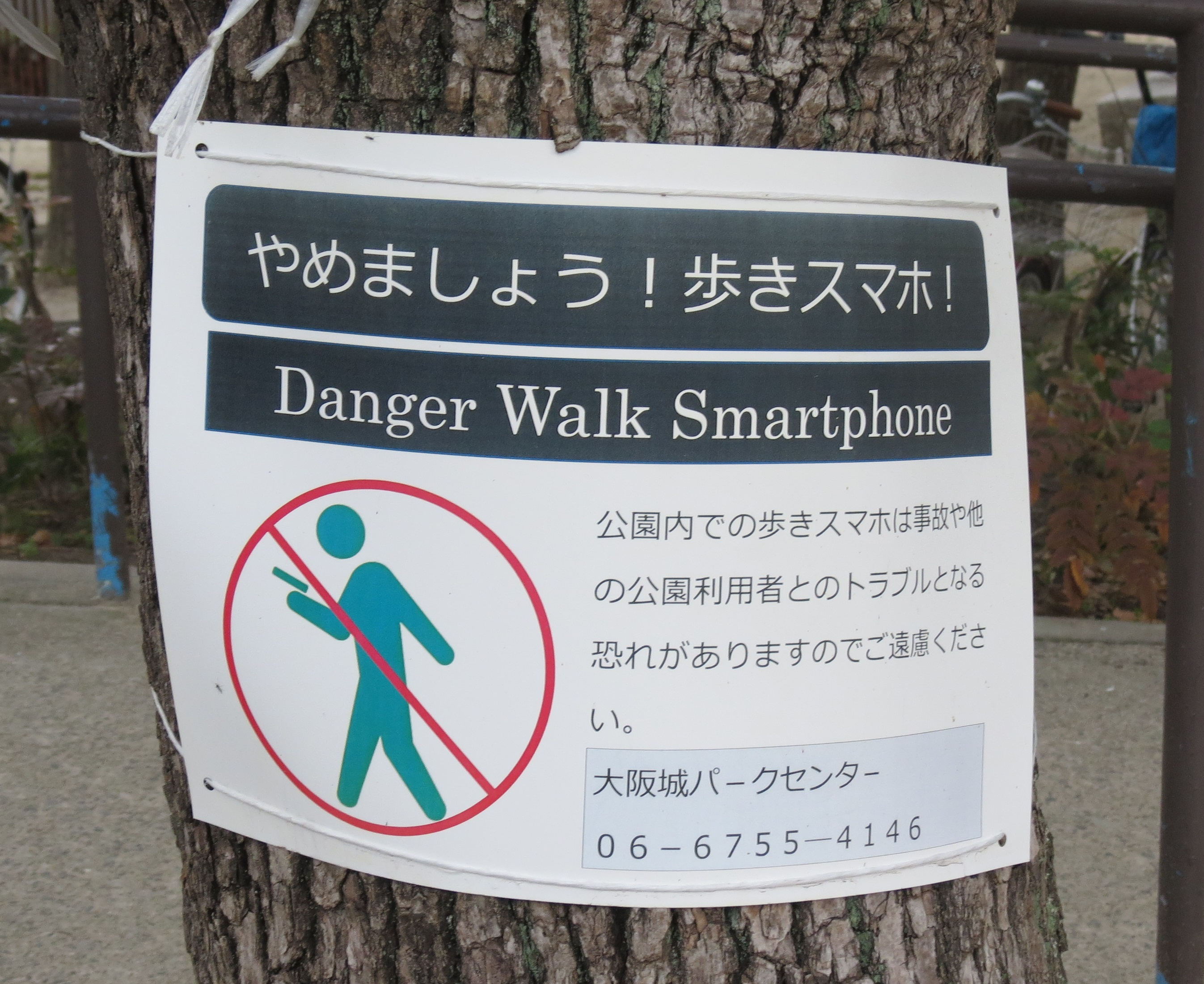
注意喚起のパネル（大阪）

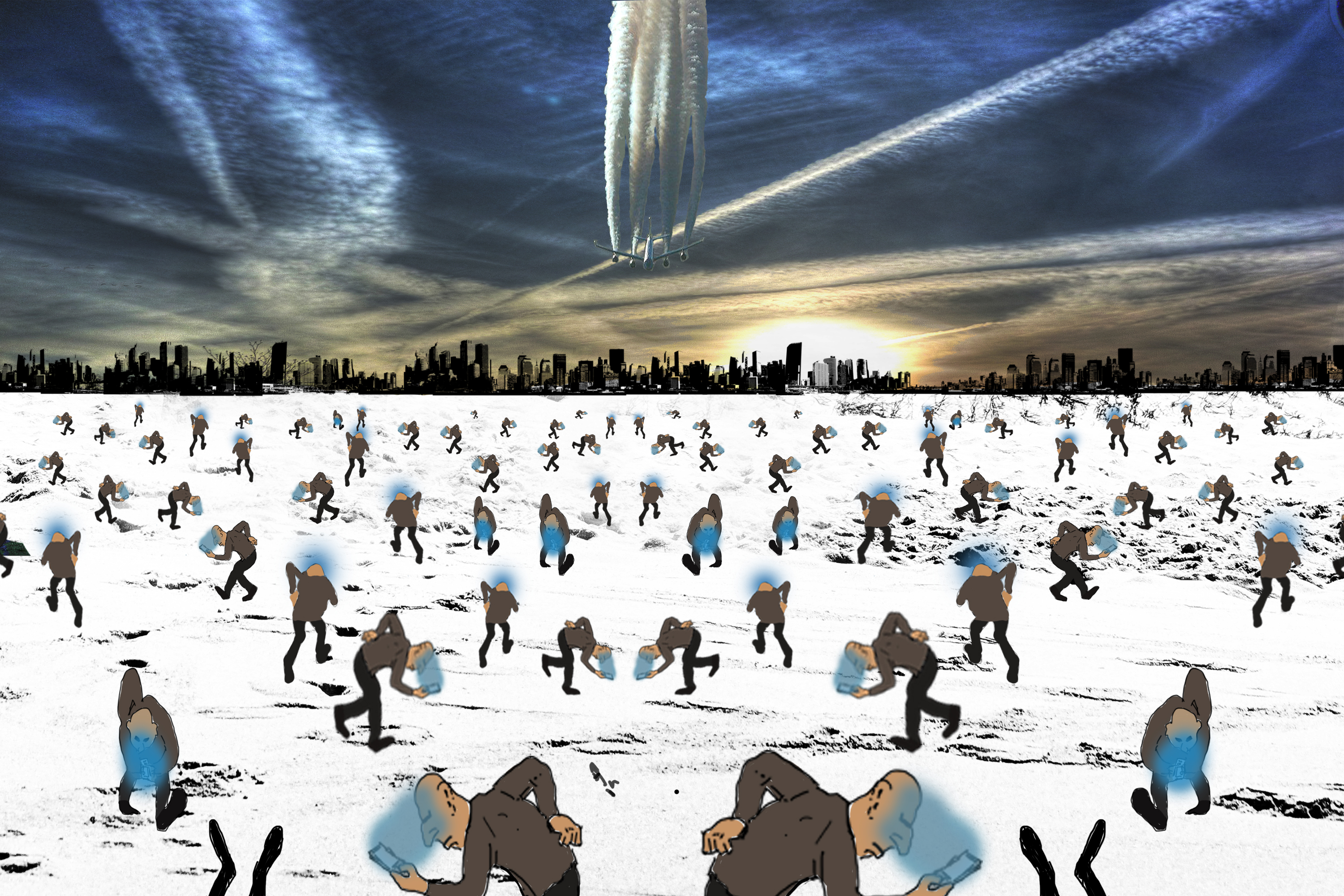
歩きスマホをする者たちが増えてしまった世界を風刺した画。周囲の現実世界で悪いことが今まさに進行していても、全員がスマホ画面に没入していて誰も気づかないので、誰も止めようともしない様子を表現している。

歩きスマホ（あるきスマホ、英: Smartphone zombie）は、歩きながらスマートフォンなどの携帯端末を操作すること。ながらスマホとも呼ばれる。また、何らかの作業をしながら歩くことと合わせてながら歩きとも呼ばれる。
英語圏では2014年頃から、周囲を気にもしないでゆっくり歩く「歩きスマホをする人」をスマートフォンゾンビと呼ぶようになっている。短縮形ではスマホゾンビ、スモンビー（Smombie）という。うつむいて、スマホの画面をうつろな表情で見ながら歩く様子がゾンビのようであることに由来しており、皮肉交じりで呼ばれる言葉である。
周囲に注意が向かないため危険だとされており、実際に事故や事件が起こっている（後述）。

## 危険性
歩きながらスマートフォン等を操作すると、視覚が通常の約20分の1と言われるほど狭くなり、鈍感になる危険性が指摘されている。歩きながらスマホを操作している本人は周りが見えにくくなるためである。
信号不注意で道路を横断したり赤信号を無視したりして、自動車、オートバイ、自転車などと接触して死傷する交通事故が多発している。また、駅のホームから線路に転落したり、階段ほかで転倒したりして死傷する事もある。
携帯電話各社は歩きながらのスマートフォン等の使用をできる限り控えるように呼び掛けている。京都府警やセコムも、犯罪被害に遭いやすくなるとして、歩きスマホをしないよう注意を呼び掛けている。
各国では歩きスマホ対策として禁止条例を定めた自治体も現れている。

### 事故・事件
国土交通省によると、携帯電話やスマートフォンを操作していて駅のプラットホームから転落する事故が2010年度は11件、2011年度は18件、2012年度は19件、2013年度は45件と、年々増加している。列車の停止により大きな影響が出た事例もある。駅以外でも遮断機が下りていることに気付かずに踏切に進入し、列車にはねられ死亡する事例もある。
東京消防庁管内（離島を除く）では2010年から2014年までの間に152人が歩きスマホ等に係る事故で救急搬送され、年齢区分別では40代が最多（以下、20代、30代、10代と続く）で、事故種別では転落（階段・線路等）が25%も占め、場所別では道路・交通施設が80.3%を占めている（このうち全体の25%は駅）。このうち2013年までの搬送人数は122人で、102人（83.6%）が軽症、16人が中症等（要入院）、3人が重症で、1人が死亡した。
歩きスマホをめぐって口論になり、暴行などの事件に発展するケースもある（例：中村よお）。点字ブロックの上にいることに気づかず、前から来た視覚障害者と衝突する事例もある。

### 実験・シミュレーション
京都工芸繊維大学助教授の村上久らの調査によると
- 「27人ずつが、幅3メートルの通路を10メートル歩いてすれ違い」
- 「うち三人に歩きスマホをさせ、一人に簡単な四則演算をさせた」

時に通常時よりも大幅に列が乱れ歩行速度が落ちることを解明した。これにより歩行者による「相互予期」で発生する「集団の組織化」が歩きスマホなど注意が散漫する行為を行うと阻害されるとして、村上らは2021年度イグノーベル賞動力学賞を受賞した。

## アンケート調査
東京消防庁が2014年4月28日から5月7日に同庁のインターネットモニターとして登録された管内在住の満18歳以上の男女400名に対し、歩きスマホに関するアンケート調査を行ったところ、49.1%が歩行中又は自転車乗車中にスマホや携帯電話を使用したことがあると答えた。
NTTドコモの調査では、99%が「歩きスマホは危険」と感じながら、73%が「歩きスマホの経験がある」と回答し、歩きスマホ経験者の66%が「人にぶつかったことがある」、3.6%が「線路に転落したことがある」、18%が「転んだことがある」と答えた。
リビジェンが2013年8月5日に全国の10代・20代のスマートフォン利用者の男女500人に、歩きスマホの経験の有無を調査したところ、86.8%が「ある」と答え、頻度については「日常的」が40.1%、「たまに」が51.8%、「殆どしない」が8.1%だった。
インサイトが2013年8月28日から9月4日までに、札幌圏内在住の500人の男女を対象にインターネット調査を行ったところ、44%が歩きながらスマートフォン等を使うことがあると答え、そのうちの38%が人とぶつかりそうになった又はぶつかったと回答、「歩きスマホをやめた方がいいか？」という質問に対しては80%が「やめた方がいい」と回答し、歩きスマホをすることがあると答えた者でも62%が「やめた方がいい」と答えた（することがないと答えた人は93%が「やめた方がいい」と回答）。
MMD研究所が2014年11月19日から20日にスマートフォンを所有する20歳以上の男女648人を対象に行った調査では、歩きスマホについて82.4%が「危ないと思う」、16.2%が「やや危ないと思う」と回答した。

## 啓発活動

### 通信会社
NTTドコモでは、2013年12月5日より、歩きスマホによる事故を抑制するため、「あんしんモード」の標準サービスの一環として「歩きスマホ防止機能」というものを提供する。これは歩行中にスマートフォンのウェブページを閲覧していると、そのセンサーが検知し「危険です。歩きスマホ」と書かれた警告画面が表示され、その間はウェブページを閲覧・操作できなくする。

### CM
NHKとACジャパン（共同）、NTTドコモは、ながらスマホを啓発するコマーシャルを制作し、テレビやインターネットで放映、配信している。

### 鉄道会社
JR東日本によると、2014年度には「ぶつかられた」「注意してトラブルになった」などの苦情が約100件（2011年度の10倍）あり、携帯大手3社と合同で歩きスマホ防止キャンペーンを開催し、2015年11月2日から14日までに新宿駅や横浜駅など首都圏の8駅で、「やめましょう、歩きスマホ。」と書かれたウェットティッシュを計1万6千個配布した。
関西の鉄道会社や自治体交通局の15社局は2013年9月に15日間「歩きスマホはやめてね」と書かれたポスターを駅に掲示、JR西日本や大阪市営地下鉄では期間終了後も、主要駅や一部の駅で、引き続き掲示。

### 自治体
千代田区は2014年・2015年の4月9日朝、新人職員が東京駅で歩きスマホ禁止を呼び掛けるキャンペーンを行った。
大阪府摂津市は、ごみ収集車がほぼ毎日「歩きスマホ」防止を呼びかける音声を流している。
アメリカでは道路標識を設置している自治体もある。

### その他
- 二宮金次郎像は背中にまきを背負って本を読んでいる立像が一般的であるが、2016年に栃木県の「いまいち一円会」が日光市立南原小学校に寄贈した石像は立像ではなく座像とされ、同会はその理由として歩きスマホの危険性が社会問題になっているという時代の変化に対応したものと説明している[40]。

## 対策

### 法律・条例
- アメリカ合衆国
  - フォートリー（ニュージャージー州） - 歩きスマホを禁止する条例が2012年に成立した。違反者には85$の罰金が課される[41][1]。
  - ホノルル（ハワイ州） - 道路横断時に携帯電話やタブレット端末等の画面を見ることを禁止する条例が2017年7月27日に成立した。違反者には99$の罰金が課される。施行は同年10月25日から[42]。一定の効果を上げている[7]。

日本では罰則はないが、ヤフーが2013年4月11日から21日まで、歩きスマホを条例などでの規制が必要か否か二者択一で意識調査を行った結果、49,747人が回答し、「必要」が75%（37,290人）、「不要」が25%（12,457人）で、リビジェンが2013年8月5日に全国の10代・20代のスマホ利用者の男女500人に調査を行った結果では、「必要」が22.8%、「不要」が28.2%、「どちらとも言えない」が49%だった。ある歩きスマホ経験者は「危ないのはわかっているが、急いでいるときにやってしまう。条例で過料をとればやめます」と話した。フジテレビの小倉智昭も「ながら運転が罰金対象となること」や「税収が不足していること」を挙げ、歩きスマホに罰金刑を課すことに賛成し、モバイル評論家の法林岳之もこの意見に賛同した。
2002年に東京都千代田区が歩きタバコを条例で禁止し、1年後には吸い殻の数が減少し大きな効果を上げている。同様に条例で「歩きタバコ」を規制する札幌市でも、市の追跡調査で、条例施行後に「歩きタバコ」が9割以上減ったという結果も発表されている。
2014年の時点では、筑波大学の徳田克己教授（バリアフリー論）は「歩きスマホの規制から始まるのはおかしい。まずは啓発教育が必要だ。電車内で携帯電話で通話する行為は、携帯が普及し始めた当時はあったが、今はほとんど見られない」と規制ではなく、まずは啓発教育を行うべきと指摘した。
JR東日本が2015年3月に利用客1927名を対象に行った調査では、駅での歩きスマホが「マナー違反である」と既に意識しているが、実際には「マナーとして定着してない」と感じる人が7割以上だった。
現状で歩きスマホ防止の啓発活動が行われてはいるが事故件数は増加傾向にあり、電気通信事業者協会が2014年12月に都市部のスマートフォン保有者600人を対象に行った調査でも「歩きスマホ」をする人は増えていると認識する人が全体の85％を占めている。
2020年（令和2年）6月25日、神奈川県大和市議会において、スマートフォンを手にした「歩きスマホ」を防止する条例が可決、成立した。同月1日に条例案を議会に提出、同年7月1日施行予定である。罰則はないが「スマホは立ち止まって操作するもの」との意識を市民に浸透させ、歩きスマホによる事故を防ぐ狙いだという。
2023年（令和5年）3月17日、愛知県江南市議会において、「歩きスマホ」を市内の道路や駅前広場などで禁止する条例案が可決される見通しとなった。同年4月1日施行。罰則はないが、条例に基づいて違反者にスマホ操作をやめるよう注意することができるようになるという。歩きスマホに限定した条例が成立するのは東海3県で初。江南市の駅前では歩きスマホの人が視覚障害者と接触し、障害者が手に持っていたつえを折るなどのトラブルもあった。

### 共存
韓国の都市部では路面上に歩行者用の信号機と連動するランプを設置し、歩きスマホ状態でも信号機が把握できるようにしている。民間企業からはハイテクシステムで歩きスマホ事故防止しようと機器の発表もある。
中国の重慶市、ベルギーのアントワープでは「歩きスマホ専用レーン」が存在する。